# Kühne Logistics University
A KLU (Kühne Logistics University) é uma universidade com acreditação do Estado com sede em Hamburgo, na Alemanha, que forma gestores com uma forte mentalidade de operações e um conjunto de competências sustentado nas principais áreas de competência da universidade, de transformação digital, sustentabilidade e empreendedorismo. Com o apoio da Fundação Kühne, a KLU promove especialmente a logística e a gestão da cadeia de abastecimento através das suas atividades de investigação e ensino.

## História

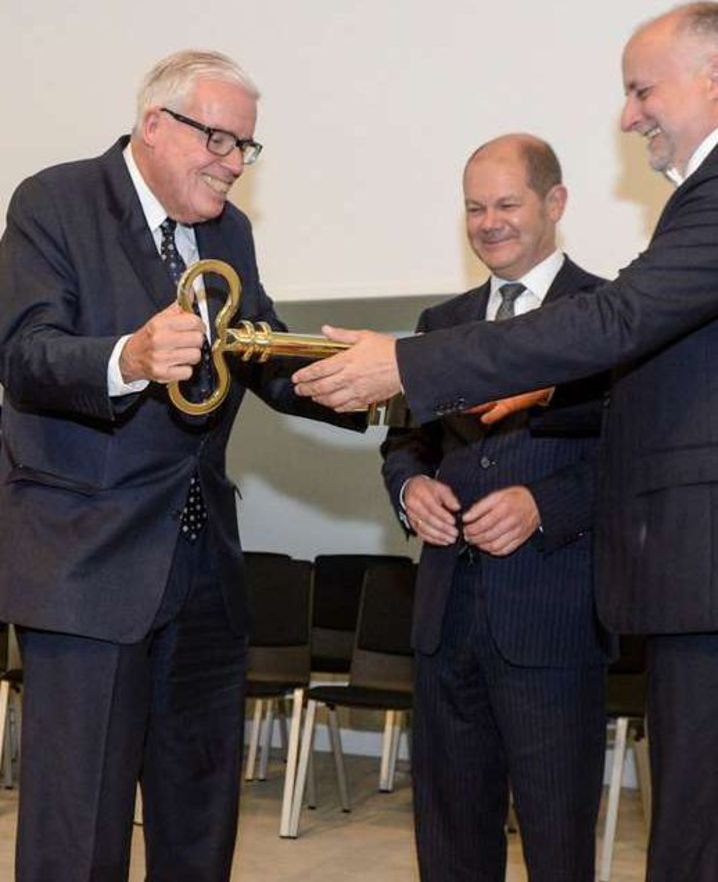
Klaus-Michael Kühne - Olaf Scholz

A KLU foi fundada em 2010 por Klaus-Michael Kühne e a sua fundação, a Fundação Kühne, com sede em Schindellegi, na Suíça. Em 2013, o campus da universidade em HafenCity, Hamburgo, foi inaugurado pelo ex-presidente da Câmara de Hamburgo e atual chanceler da Alemanha, Olaf Scholz. Juntamente com o INSEAD, a KLU abriu o seu centro de logística humanitária em 2016. Em 2021, a KLU foi classificada como a Melhor Universidade do Mundo pela Studyportals. A KLU planeia abrir vários campi na Ásia, América Latina e África.

## Rankings
Todos os cursos da KLU são acreditados pela Foundation for International Business Administration Accreditation (FIBAA). Com base apenas nos ratings de alunos, a KLU recebeu o Prémio de Satisfação Global do Estudante da Studyportals em 2021.

## Universidades parceiras
- Universidade de Stellenbosch
- Erasmus Universiteit Rotterdam
- Universidade de Los Andes (Colômbia)
- Universidade Nacional de Singapura
- Universidade Católica de Leuven (KU Leuven)
- Universidade de Montevidéu
- Universidade Técnica Chalmers
- Universidade Técnica Federico Santa María

## Presidentes
- Wolfgang Peiner (2010-2012)[4]
- Thomas Strothotte (2013-2022)[5]
- Andreas Kaplan (desde 2023)[6]